# Конышев, Николай Сергеевич
Николай Сергеевич Конышев (1916—1972) — командир эскадрильи 163-го истребительного Седлецкого Краснознаменного авиационного полка (336-я истребительная Ковельская Краснознаменная авиационная дивизия, 15-я воздушная армия, 2-й Прибалтийский фронт), майор.

## Биография
Родился 9 ноября 1916 года в селе Ляхи ныне Меленковского района Владимирской области в семье крестьянина. Русский. Окончив пять классов, переехал в рабочий посёлок Шиморское Выксунского района Горьковской области к отцу, который работал на судоремонтном заводе. Здесь окончил 7 классов, затем два года учился в Горьковском техникуме речного флота.
Работать пошёл на Шиморский судоремонтный завод. Сначала учеником токаря, а затем токарем. На заводе был одним из первых стахановцев, избирался секретарём комитета комсомола. С октября 1936 года — на комсомольской работе, был пропагандистом в политотделе Московско-Окского речного пароходства. Жил в городе Рязани, занимался в аэроклубе.
В 1937 году окончил Ульяновскую лётную школу Осоавиахима. Работал в ней инструктором, затем командиром отряда аэроклуба города Дзержинска Горьковской области. Здесь встретил начало Великой Отечественной войны.
В ноябре 1941 года был мобилизован в Красную Армию и направлен в г. Алатырь (Чувашия), где формировался 708-й лёгкий бомбардировочный авиационный полк. С февраля 1942 года в действующей армии. Боевой путь начал на Калининском фронте в составе лётного бомбардировочного полка. На биплане По-2 совершил около 50 вылетов. Летал на связь с партизанами в районе города Ржева, с конным корпусом генерала Доватора во время его глубокого рейда по тылам врага. Однажды, возвращаясь, он заметил на земле наш бомбардировщик, совершивший вынужденную посадку в расположении врага. Конышев, приземлился и оказал помощь пострадавшему экипажу. За эти боевые вылеты был награждён орденом Красной Звезды.
В октябре 1942 года окончил курсы лётчиков-истребителей, освоил истребитель Як и получил назначение лётчиком в 163-й истребительный авиационный полк. В составе полка воевал на Центральном, 1-м Белорусском, 1-м, 2-м, 3-м Прибалтийских фронтах. Был командиром звена, старшим пилотом, заместителем и командиром эскадрильи. Принимал участие в сражении на Курской дуге, освобождении Белоруссии, Польши. Был не только хорошим лётчиком-истребителем, мастером ночных полётов, но и отличным разведчиком.
К марту 1945 года командир эскадрильи майор Конышев совершил 287 боевых вылетов, провёл 41 воздушный бой, в которых сбил 18 самолётов противника. Был представлен к званию Героя Советского Союза.
День Победы встретил в должности штурмана полка. Всего за годы войны совершил 296 боевых вылетов, из них 50 — на По-2, провёл 53 воздушных боя и сбил 18 вражеских самолётов.
После войны продолжал службу в армии. С 1960 года подполковник Конышев — в запасе. Жил в столице Латвии городе Риге. Работал в Латвийском управлении гражданской авиации. Затем переехал на родину, жил в городе Дзержинске. Скончался 15 августа 1972 года.

## Награды
- Указом Президиума Верховного Совета СССР от 18 августа 1945 года за образцовое выполнение боевых заданий командования на фронте борьбы с немецко-фашистскими захватчиками и проявленные при этом мужество и героизм майору Конышеву Николаю Сергеевичу присвоено звание Героя Советского Союза.
- Медаль «Золотая Звезда» (№ 8042).
- Орден Ленина.
- Три ордена Красного Знамени.
- Орден Александра Невского.
- Орден Отечественной войны 2-й степени.
- Орден Красной Звезды.
- Медали[1].